# گلیسرآلدئید-۳-فسفات
گلیسرآلدئید-۳-فسفات (به انگلیسی: Glyceraldehyde 3-phosphate) با فرمول شیمیایی C۳H۷O۶P یک ترکیب شیمیایی با شناسه پاب‌کم ۷۲۹ است؛ که جرم مولی آن ۱۷۰٫۰۵۸ g/mol می‌باشد.